# Haplomacrobiotus hermosillensis
Haplomacrobiotus hermosillensis is een soort in de taxonomische indeling van de beerdiertjes (Tardigrada).
Het diertje behoort tot het geslacht Haplomacrobiotus en behoort tot de familie Microhypsibiidae. De wetenschappelijke naam van de soort werd voor het eerst geldig gepubliceerd in 1948 door May.